# Alp Navruz
Seyit Alp Navruz (* 15. Januar 1990 in Istanbul) ist ein türkischer Schauspieler und Model.

## Leben und Karriere
Navruz wurde am 15. Januar 1990 in Istanbul geboren. Er studierte an der Technischen Universität Yıldız.  Danach setzte er seine Karriere als Model fort. Sein Debüt gab er 2016 in dem Film Ceberrut. 2016 trat er in Aşk Laftan Anlamaz auf. Seine Hauptrolle bekam er 2017 in der Serie Fazilet Hanim ve kizlari. Außerdem wurde Navruz für die Serie Elimi Bırakma gecastet. 2021 spielte er in der Fernsehserie Ada Masali mit.

## Filmografie
Filme
- 2016: Ceberrut

Serien
- 2016: Aşk Laftan Anlamaz
- 2016: Arkadaşlar İyidir
- 2017–2018: Fazilet Hanım ve Kızları
- 2018–2019: Elimi Bırakma
- 2020–2021: Zümrüdüanka
- 2021: Ada Masalı
- seit 2022: Yürek Çıkmazı